# Gausfredo I di Empúries
Gausfredo, o Gausfred (... – prima del 28 febbraio 991), è stato un nobile franco conte di Rossiglione e d'Empúries, dal 931 sino alla morte.

## Origine
Era il figlio secondogenito del conte d'Empúries e di Rossiglione, Gausberto I  e della moglie, Trudegarda, di cui non si conoscono gli ascendenti.

## Biografia
Di Gausfredo si hanno scarse notizie.
Suo padre, Gausberto I, era divenuto Conte di Rossiglione, mel 915, succedendo al padre, Sunyer II, mentre, l'anno dopo, divenne Conte di Empúries, in seguito alla morte del fratello, Bencione,, senza eredi legittimi.
Alla morte di suo padre, Gausberto, nel 931, gli succedette in entrambe le contee come Gausfredo I.
Da un documento di scambio di proprietà, datato 20 giugno 959, si ha notizia che Gausfredo era già sposato.
Un documento del 4 agosto 968, il n°CIX del Marca Hispanica sive Limes Hispanicus, ci informa che il conte Gausfredo concesse il permesso di pesca in uno stagno dei suoi domini.
Da un documento della chiesa di Santa Maria de Roses, datato 5 aprile 976, assieme al figlio, Suniario (Sunyer), vescovo di Elne, il conte Gausfredo concesse un altro permesso di pesca, in una zona di mare.
Durante il suo governo, Gausfredo fu fedele alla dinastia carolingia ed il re dei Franchi occidentali, Lotario IV, lo riconobbe suo fedele alleato. Dopo la caduta della dinastia carolingia, nel 987, Gausfredo, non riconobbe la uova dinastia capetingia e si definì, conte per grazia di Dio.
Gausfredo fu inoltre il primo a coniare moneta.
Gausfredo morì nel febbraio 991, in quanto il 28 febbraio fu redatto il suo testamento da parte della moglie e di altri due esecutori testamentari.
Dopo la sua morte, nel Rossiglione, gli succedette il figlio, Guislaberto I, mentre in Empúries, gli succedette l'altro figlio, Ugo I.

## Matrimonio e discendenza
Gausfredo aveva sposato Ava Guisla, di cui non si conoscono gli ascendenti. Secondo lo storico francese, Christian Settipani, Ava Guisla, poteva essere la figlia del conte di Rouergue, Raimondo II. Da Ava Guisla, Gausfredo ebbe tre figli:
- Ugo († dopo il 12 luglio 1036), conte d'Empúries
- Guislaberto I(† prima del 10 gennaio 1030), conte di Rossiglione
- Sunyer († dopo il 5 aprile 976), vescovo di Elne, la cui parentela è confermata dal documenti n° CCII del Marca Hispanica sive Limes Hispanicus, in cui suo fratello Ugo fa una donazione in memoria del padre, Gausfredo e del fratello Sunyer[10].

### Fonti primarie
- (LA)  Histoire générale de Languedoc, Tomus V Preuves.

### Letteratura storiografica
- Louis Halphen, Francia: gli ultimi carolingi e l'ascesa di Ugo Capeto (888-987), in «Storia del mondo medievale», vol. II, 1999, pp. 635–661
- (LA)  Marca Hispanica sive Limes Hispanicus, 1688.